# Agos (hebdomadaire)
Pour les articles homonymes, voir Agos.
Agos est un hebdomadaire bilingue, publié en arménien et en turc. Il est édité à Istanbul en Turquie depuis le 5 avril 1996. Il comprend douze pages, dont deux en arménien, et est diffusé à cinq mille exemplaires et paraît les vendredis.
Créé en premier lieu pour servir les membres de la communauté arménienne du pays qui ne pouvaient suivre la presse turque en langue arménienne (Jamanak et Nor Marmara) en raison de ses méconnaissances linguistiques, Agos devint rapidement la fenêtre s'ouvrant sur le large public en Turquie grâce à l'usage du turc comme langue de publication. Ajoutant plusieurs chroniqueurs non arméniens parmi ses contributeurs, il devint aussi l'ardent défenseur de la démocratisation du pays dans le cadre de son processus d'adhésion au sein de l'Union européenne, estimant que seul ce processus permettrait la création d'une atmosphère de réconciliation du peuple turc avec le peuple arménien.
Ses positions n'ont pas manqué d'attirer les foudres des milieux ultra-nationalistes turcs et, finalement, son rédacteur en chef Hrant Dink fut assassiné le 19 janvier 2007 devant les locaux du journal. Depuis, son poste est occupé par Etyen Mahçupyan.
Le 11 octobre 2007, Arat Dink, fils de Hrant Dink, et Serkis Seropyan, collaborateurs de l'hebdomadaire, sont reconnus coupables d'avoir « insulté l'identité turque » et, à ce titre, condamnés à un an de prison avec sursis par un tribunal turc, en vertu de l'article 301 du Code pénal turc, pour avoir reproduit, au cours de l'été 2007, dans les colonnes d’Agos, une partie des propos de Hrant Dink qui avaient valu à celui-ci les poursuites judiciaires qui ne s'étaient interrompues qu'avec son assassinat.